# Isolotti Li Galli
Isolotti Li Galli este o arie protejată (arie specială de conservare — SAC, sit de importanță comunitară — SCI) din Italia întinsă pe o suprafață de 69 ha, din care 90 % marine.

## Localizare
Centrul sitului Isolotti Li Galli este situat la coordonatele 40°34′50″N 14°25′58″E / 40.580556°N 14.432778°E.

## Înființare
Situl Isolotti Li Galli a fost declarat sit de importanță comunitară în mai 1995 pentru a proteja 8 specii de animale. Situl a fost protejat și ca arie specială de conservare în mai 2019.

## Biodiversitate
Situată în ecoregiunea mediteraneană, aria protejată conține 3 habitate naturale: Tufărișuri termo-mediteraneene și de pre-deșert, Faleze cu vegetație de Limonium spp. endemic de pe coastele mediteraneene, Păduri de pin mediteraneene cu pini mezogeni endemici.
La baza desemnării sitului se află mai multe specii protejate de  păsări (8): prepeliță (Coturnix coturnix), șoim călător (Falco peregrinus), Larus argentatus, pescăruș sur (Larus canus), pescăruș negricios (Larus fuscus), pescăruș-cu-cap-negru (Larus melanocephalus), pescăruș râzător (Larus ridibundus), mierlă (Turdus merula).
Pe lângă speciile protejate, pe teritoriul sitului au mai fost identificate 2 specii de plante, 1 specie de reptile.